# Biserica romano-catolică din Târgu Secuiesc
Biserica romano-catolică din Târgu Secuiesc este un monument istoric și de arhitectură din secolul al XVIII-lea. Lăcașul a fost construit ca biserică a mănăstirii minoriților din Târgu Secuiesc, cu care face corp comun. După naționalizarea din 1948 și interzicerea ordinelor religioase clădirea mănăstirii s-a degradat considerabil, iar plafonul s-a prăbușit în câteva locuri.